# Hariana

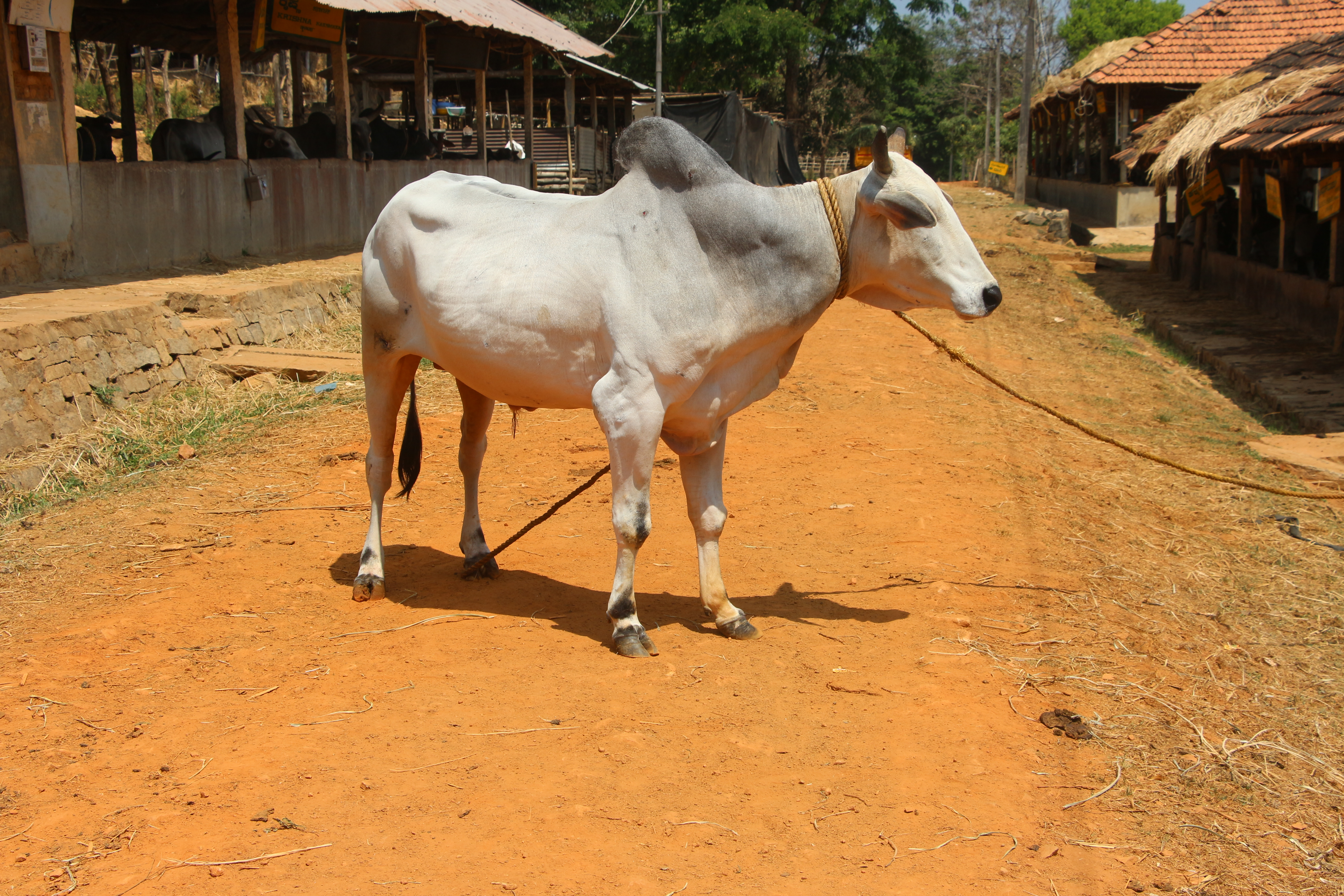
Hariana-Bulle

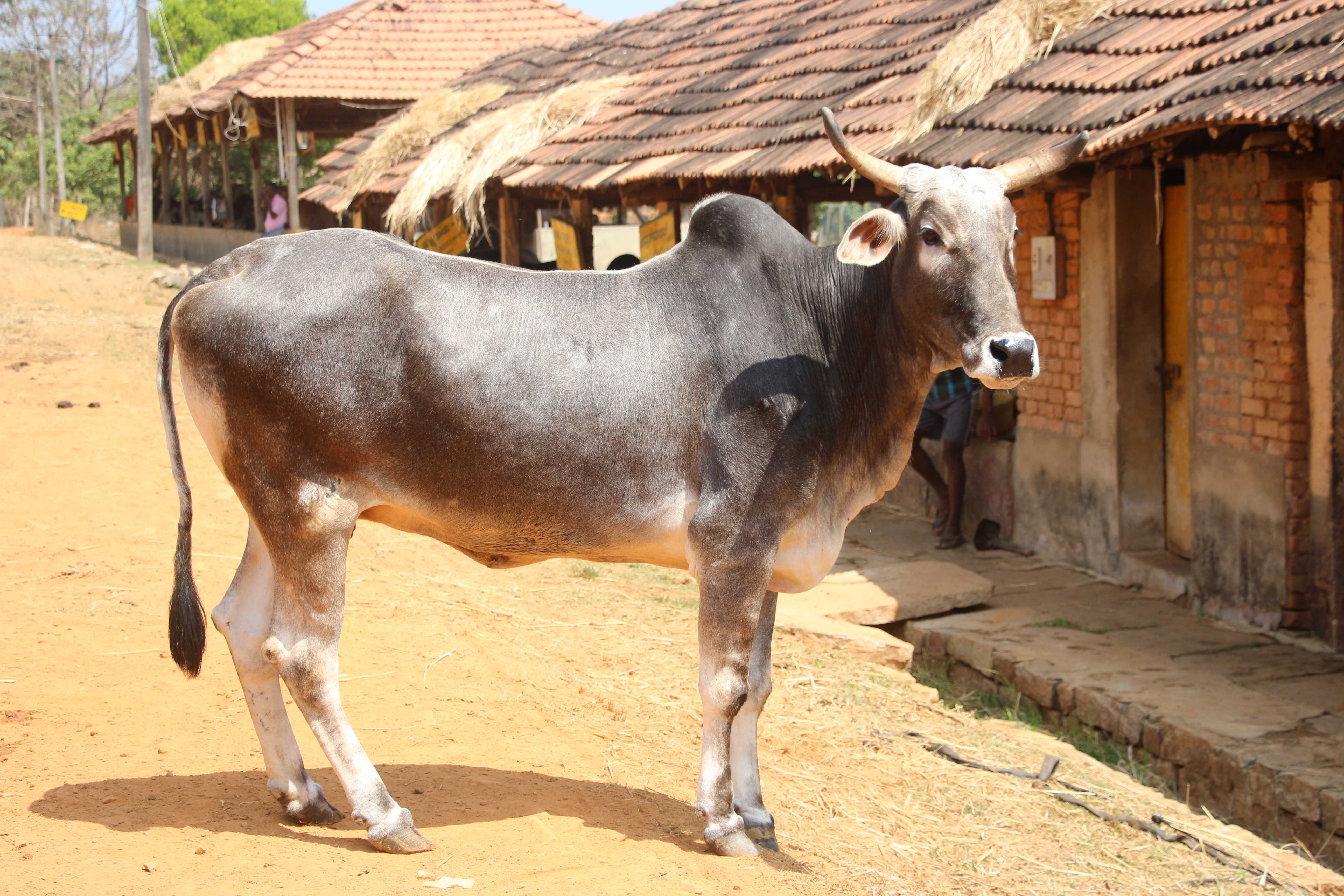
Hariana-Kuh

Hariana (Hindi हरियाना) ist eine Zebu-Rinderrasse aus Nordindien. Hariana-Rinder dienen vorwiegend als Arbeitstiere, aber auch zur Milchproduktion.

## Beschreibung
Die ursprüngliche Heimat der Rinderrasse bildet der nordindische Bundesstaat Haryana, speziell die Distrikte Rohtak, Hisar, Gurugram, Jind und Bhiwani. Traditionell wurden zwei Varianten unterschieden, Hisar und Hansi, benannt nach ihren Ursprungsorten. Heute (Stand 2012–13) finden sich die meisten Tiere im Bundesstaat Uttar Pradesh, gefolgt von Haryana und Punjab. Hariana gehört zu den häufigsten Rinderrassen Indiens. Nach dem 19. Livestock Population Census, d. h. der landesweiten statistischen Erhebung zu den Haustieren in Indien 2011, waren 79 Prozent der Rinder indigener Herkunft und importierte Rassen sowie Kreuzungen mit diesen machten 21 Prozent aus. Unter den 37 erfassten einheimischen Rinderrassen waren Hariana mit 1,64 Millionen reinrassigen Tieren die zahlenmäßig am häufigsten vertretene Sorte. Hinzu kamen 4,64 Millionen Hariana-Rinder, in die andere Rassen eingekreuzt waren.
Von der Statur her handelt es sich um mittelgroße Tiere. Die mittlere Größe (Widerristhöhe) der Tiere beträgt etwa 137 cm und die Länge 140 cm. Ausgewachsene männliche Tiere wiegen im Mittel 499 kg und weibliche Tiere 325 kg. Die Rinder haben eine lange und schmale Kopfform mit flacher Stirn, das Maul ist in der Regel schwarz und die Hörner sind relativ kurz. Die Farbe der Tiere variiert zwischen weiß und hellgrau. Das Kalbungsintervall, d. h. Intervall zwischen zwei Kälbern beträgt zwischen 13 und 18 Monaten (im Mittel 15,9 Monate). Die Milchleistung pro Kalb liegt zwischen 809 und 1731 kg (im Mittel 997 kg).
Die Tiere gelten als gut angepasst an die lokalen Bedingungen in der Gangesebene. Trotzdem ist ihre Zahl seit Jahren rückläufig, was zum Teil an der zunehmenden Mechanisierung der Landwirtschaft liegt.